# Motutunga
Motutunga – atol w archipelagu Tuamotu, w Polinezji Francuskiej. Położony jest 17 km na południowy wschód od Tahanea i 490 km na wschód od Tahiti.

## Geografia
Atol posiada kształt zbliżony do trójkątnego, o długości 15 km i szerokości 14 km. Powierzchnia części lądowej wynosi 1,4 km², zaś laguny 126 km². Atol pozostaje niezamieszkany.

## Historia
Atol Motutunga został odkryty przez Jamesa Cooka w roku 1773, który nadał mu nazwę swego statku Adventure.